# Ewing (Nebraska)
Pour les articles homonymes, voir Ewing.
Ewing est un village du comté de Holt, dans l'État du Nebraska, aux États-Unis. En 2020, il comptait une population de 373 habitants.